# Sandim
Sandim ist ein Ort und eine ehemalige Gemeinde (Freguesia) im Nordwesten Portugals.

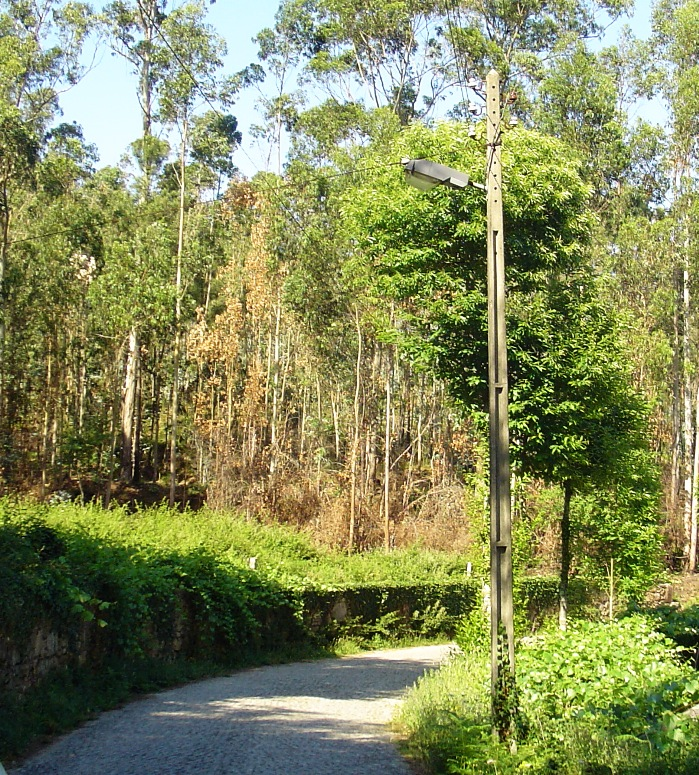
Ländliche Straße in der Gemeinde

Sandim gehört zum Kreis Vila Nova de Gaia im Distrikt Porto. Die Gemeinde hatte eine Fläche von 13,6 km² und 5957 Einwohner (Stand 30. Juni 2011). Der Ort wurde am 20. Juli 2001 (erneut) zur Vila (dt.: Kleinstadt) erhoben.
Am 29. September 2013 wurden die Gemeinden Sandim, Olival, Lever und Crestuma zur neuen Gemeinde União das Freguesias de Sandim, Olival, Lever e Crestuma zusammengeschlossen. Sandim ist Sitz dieser neu gebildeten Gemeinde.